# Tankars fyr
Tankars fyr är en angöringsfyr och en lotsstation på ön Tankar i Karleby skärgård, 20 kilometer nordväst om Karleby i Finland.
Fyrplatsen anlades år 1888 och 
en 29 meter hög fyr av prefabricerade delar av gjutjärn från Carl Stemming & Co i Danzig monterades på platsen. Fyren försågs med en roterande lins av 2:a ordningen tillverkad av Henry Lepaute i Paris. Ljuslyktan var en oljelampa med veke. Fyren, som  tändes första gången den 15 oktober 1889, hade en lysvidd på 13 sjömil.
Mistluren avgav två långa signaler per minut och vid tät dimma gavs dessutom signal med knallsignalapparat var tionde  minut.
Fyren är rödmålad med ett vitt band kring midjan och lanterninen är grå. Fyrlyktan visar en vit blixt var 3,5 sekund. Från ett tornfönster 20 meter över havet visas ett blinkande vitt ljus som ingår i farleden förbi Tankar.
Fyrplatsen var bemannad till 1975.
År 1903 installerades en generator och 1961 elektrifierades fyrplatsen med en kabel från fastlandet. Oljelyktan byttes ut mot en glödlampa på 1 000 W med en ljusstyrka på 1 500 000 candela och lysvidden ökades till 27,5 sjömil.
Det har funnits lots på Tankar sedan 1700-talet då även en  båk anlades. Lotsverksamheten övertogs av finska staten år 1949 och den nuvarande lotsstationen invigdes år 1975.
Fyren kan endast nås med båt. Fyrplatsen är öppen, men fyren är stängd för allmänheten. Det är 122 trappsteg upp till lanterninen.